# Гриневич, Евгений Александрович
Евгений Александрович Гриневич (род. 27 февраля 1967, Магадан) — российский художник и писатель, один из основателей «Самыздательства Планетянин».

## Биография
Родился в Магадане. Окончил Краматорскую художественную школу. В 1987 году окончил Донецкое художественное училище. С 1988 года работал художником-постановщиком в Краматорском драматическом театре «Переход». Создал неформальное объединение молодых художников, принимавшее участие в городских, а также выездных выставках. В 1990 году переехал в Новгород. С 1989 года принимал участие в выставках разного уровня в России и за рубежом.
С 2003 года живёт и работает в Москве и Санкт-Петербурге. В 2006 году вместе со своей женой художником Натальей Куликовой основал «Самыздательство Планетянин», выпустившее в свет несколько десятков малотиражных авторских книг. На фестивале медиапоэзии в Санкт-Петербурге в 2009 году они получили приз «За лучший самыздат».
Согласно даваемому ими объяснению, название «Планетянин» для своего издательства они выбрали потому, что являются жителями планеты Земля, а также потому, что они ищут и открывают новые планеты. Эти их совместные исследования чаще всего становятся сюжетом и содержанием книг, которые они создают и издают. По их замыслу, «Планетянин» — это артистический образ, это рассказчик, который пишет слова по своим правилам, говорит на своем языке, который однако, всем понятен.
В 2014 году создали серию «Путешествующий художник».
Книги издательства «Ладак» и «Соловецкий пленер» были представлены на 14 Международной ярмарке «Книги России» (Москва). Ладак — историческая и географическая область. В настоящее время входит в состав индийского штата Джамму и Кашмир. За годы совместной работы Е. Гриневич и Н. Куликова осуществили множество проектов в области живописи, графики, фотографии, ленд-арт, мэйл-арт, книга художника, арт-объекты, художественная игрушка, костюмы. Е. Гриневич является одним из авторов и художников единственной на сегодняшний день энциклопедии-путеводителя по сказочной планете Хиндия. Он также один из организаторов выпуска газеты «Хиндейский вестник», «хиндейских» денег и паспортов.
2015 год - становится сотрудником "ОВЗ" (Объединения Выставочные Залы Москвы) в "галерее XXI века". Вместе с командой выставочного зала занимается организацией художественных выставок и творческих программ. Куратор отдельных выставочных проектов.

## Работы находятся в собраниях
- Центр искусств им. С. П. Дягилева (С.-Петербург)
- Санкт-Петербургский музей игрушки (С.-Петербург)
- Художественная галерея Великий Новгород (Новгород)
- Арт-галерея города Билефельда (Германия)
- частные коллекции России, Германии, Великобритании, США.

## Персональные выставки
- 1993 — Выставка Российских художников в г. Рочестер (США)
- 1994 — «Арт Салон» Москва, ЦДХ
- 1995 — «Арт Салон» Москва, ЦДХ
- 1996 — галерея Карины Шаншиевой, выставка левкаса. Москва, ЦДХ
- 1997 — Москва, ЦДХ, «Арт Салон»
- 1998 — Галерея Карины Шаншиевой, Москва, ЦДХ
- 1998 — Персональная выставка объектов. Серия «Посланники». Москва. Манеж
- 1998 — Акция «Посланники», в собственном городе. Проходит в филармонии, в авторской студии и других местах
- 1998 — Новгород. Галерея «На торгу». Выставка живописи.
- 2000 — Выставка левкасов и пасхальных яиц в Вашингтоне, и Вест Верджинии (США)
- 2000 — персональная выставка объектов в немецких городах: Билефельд, Шпенге и Зеннештадт
- 2000 — две персональные выставки фотографий с проектом Бумажный Рай.

## Евгений Гриневич и Наталья Куликова. Дуэт "Планетянин". Выставки
- 2001 — фестиваль «Артбук», Великий Новгород
- 2001 — mail@e-mail.art , Москва, L-галерея
- 2001 — «Арт-навигация» , Тульский областной музей изобразительных искусств,
- 2002 — фестиваль «Артбук», Великий Новгород,
- 2002 — «Открытое письмо», Москва, музей Экслибриса
- 2003 — «Метаморфозы», Соловки, Арт-Ангар
- 2003 — фестиваль «Артбук», Великий Новгород
- 2003 — «Парапромыслы» Чебоксары, выставочный зал художественного музея Нижний Новгород, Музей науки «Нижегородская радиолаборатория».
- 2003 — Санкт-Петербург, центр искусств им Дягилева, персональная выставка
- 2004 — «Камуфляж быта-Тагильский поднос», Москва ГЦСИ, Нижний Тагил
- 2004 — Санкт-Петербург, центр искусств им Дягилева, персональная выставка
- 2005 — «Апполинарий» Москва, ЦДХ, NonFiction, Москва «Зверевский центр современного искусства» Челябинск, Областной государственный «Музей искусств» Пермь,Екатеринбург Библиотека им. Белинского
- 2005 — «Самолёты», Москва, галерея «На Брестской»
- 2006 — mail art проект, Челябинск, галерея «Окно»
- 2006 — «ЧБ» Москва, ГЦСИ
- 2008 — «Аккумуляция», Москва, « Галерея XXI века»
- 2009 — фестиваль Медиапоэзии «Вентилятор», Санкт — Петербург, Центр Современного искусства им. С.Курёхина. Приз за лучший самыздат
- 2010 — «Пространство текста», книжный фестиваль Буфест, Москва, галерея «На Солянке»
- 2010 — «Неизвестная планета Хиндия»,Тула, музей «Тульский некрополь»
- 2010 — «Арт -книга», Киев, Музей Книги,
- 2010 — «Всякая всячина», Москва, галерея Артефакт, галерея Карины Шаншиевой — персональная выставка сундуков и живописи на дереве.
- 2010 — « Полезные вещи» , Великий Новгород, галерея «На Торгу»
- 2010 — «Другие языки. Другие книги», 1-я Южно-российская Биенале современного искусства, Ростов-на-Дону
- 2011 — «Музей книги художника», галерея Эрарта, Санкт-Петербург.
- 2012 — «Неизвестная планета Хиндия» — галерея ИЗО, Москва
- 2013 — «Неизвестная планета Хиндия» — галерея 21 века, Москва
- 2013 — «Неизвестная планета Хиндия» — музей Павла Кузнецова, Саратов
- 2013 — «Первая книга», выставка авторской книги в Царицыно
- 2014 — «СТЕНОграфия», выставка в галерее ИЗО, Москва
- 2014 — «Промзона», галерея Червоточина, Красногорск.
- 2014 — «Промзона», музей декоративно-прикладного искусства, Тула
- 2014 - "Промзона". Галерея XXI века. Москва.
- 2014 — «Ниже Нижнего» — передвижная выставка. Нажний Новгород, Самара, Казань, Вятка,Ижевск, Чебоксары, Москва
- 2014 — «Рукиздат» — в рамках Библионочи были представлены книги издательства «Планетянин», Артплей, Москва
- 2015 - "17 черепов и один зуб". Зоологический музей. Москва
- 2015 - "Меил Арт". Галерея XXI века. Москва.
- 2016 — "Неизвестная планета Хиндия" в рамках Второй Балтийской Биеннале искусства книги. Выставочный зал Санкт-Петербургского Творческого Союза Художников. Санкт-Петербург.
- 2016 - "Полезные вещи". Музей Неигрушки. Тула.
- 2016 - "17 черепов и один зуб". Галерея XXI века. Москва.
- 2016 - "Воздушные замки в небе и на земле". Галерея XXI века. Москва.
- 2016 - "Мои Гималаи 2016" . Галерея Червоточина, Москва
- 2016 - "Дорожные зарисовки". Галерея Червоточина. Соловки.
- 2016 - "Дорожные зарисовки". Галерея Червоточина. Москва.
- 2017 - "Среда обитания". Выставочный зал "Галерея XXI века", Москва
- 2017 - "Стена 50". Галерея Червоточина. Москва.
- 2017 - "Апрельские Макси Мины". Галерея XXI века. Москва.
- 2017 - "Спутники ветра". Галерея XXI века.
- 2017 - "Промзона". Музей Б.Л. Пастернака. Москва.
- 2017 - "Мои Гималаи 2017". Галерея Червоточина, Москва
- 2017 - "Мильёнвагон маленьких картин и некартин". Галерея Экспо 88. Москва и Галерея "Футуро". Нижний Новгород
- 2018 - "Меловой период". Выставка ленд-арт проекта. Галерея "На Каширке", Москва.

## Книги издательства «Планетянин»
- Альманах Расказки № 1
- Были и жили
- Второй Рим
- Космический атлас Хиндии
- Гриневич Е., Куликова Н. Ладак ногами и глазами. 2013. — 66 с.
- Маленькие слова
- Напитки
- Подарочный набор хиндейских купюр
- Позы
- Прогулка
- Промзона
- Промзона (Цветная книга)
- Путешествие вокруг сапога
- Разные вещи
- Соловецкий расказки № 1
- Соловецкие расказки № 2
- Соловецкие расказки № 3
- Соловецкий пленер
- Солоходы
- Трактат про всё
- ТЭЗА (том 1)
- ТЭЗА (том 2)
- ТЭЗА (том 3)
- Энциклопедия по планете «ХИНДИЯ» в картинках, выполненных автором. Авторское издательство «Планетянин», 2007 год.